# Pasquale Santilli
Pasquale Santilli (Celano, 19 gennaio 1899 – Kalibaki, 14 novembre 1940) è stato un militare italiano, insignito della medaglia d'oro al valor militare alla memoria nel corso della seconda guerra mondiale.

## Biografia
Nacque a Celano, provincia dell'Aquila, il 19 gennaio 1899, figlio di Costanzo e Angela Maria Stornelli. 
Arruolatosi nel Regio Esercito giovanissimo nel 1918, prese parte alla prima guerra mondiale combattendo sul Piave nel corso della battaglia del solstizio dove riportò una ferita in combattimento in forza al 69º Reggimento fanteria della Brigata Ancona. Promosso sottotenente di complemento nell'agosto 1918, sei mesi più tardi partì con il 25º Reggimento fanteria mobilitato per la Libia dove conseguì la promozione a tenente- Rientrato al Deposito del reggimento in Avellino, fu inviato nella Slesia nel febbraio 1920 in forza al 135º Reggimento fanteria e nel giugno successivo in Dalmazia con il 15º Reggimento fanteria. Posto in congedo nel marzo 1921, ritornò in Libia con reparti della Milizia Volontaria Sicurezza Nazionale dove rimase dal settembre 1923 al maggio 1924. Nel 1935, richiamato in servizio attivo a domanda e messo a disposizione del Comando Generale della M.V.S.N., partecipò alla guerra d'Etiopia e alle successive operazioni di grande polizia coloniale in Africa Orientale Italiana. Centurione della 269ª Legione CC.NN. del Gruppo "Cirene", poi primo centurione della 267ª Legione CC.NN. dello stesso gruppo, fu decorato con due croci di guerra al valor militare.  Promosso capitano a scelta nel novembre 1937 con anzianità 1º luglio 1936, ritornò in Italia nel luglio 1938. Richiamato per istruzione nel 1939 presso il 47º Reggimento fanteria della 23ª Divisione fanteria "Ferrara", prese parte allo sbarco e all'occupazione dell'Albania. Richiamato il 31 maggio 1940, per mobilitazione, in vista dell'entrata in guerra del Regno d'Italia, raggiunse nuovamente il reggimento in Albania ed assunse il comando della 1ª Compagnia. Partecipò alle operazioni militari contro la Grecia, e cadde in combattimento a Kalibaki il 14 novembre 1940, e fu decorato con la medaglia d'oro al valor militare alla memoria.

### Fonti
1. 1 2 3 4 5 6 7 8 9  Combattenti Liberazione.
2. 1 2  Gruppo Medaglie d'Oro al Valor Militare 1965, p. 452.
3. ↑   Medaglia d'oro al valor militare, su quirinale.it, Quirinale. URL consultato l'11 luglio 2021.